# Lauritz Hansen
Lauritz V. Peter Hansen, (11. oktober 1887 i København -?), var en dansk fodboldspiller som vandt DM med B.93 1916, hvor han spillede 33 kampe og scorede 30 mål i perioden 1908-1921.
Til trods for Lauritz Hansen, som fik debuten som 21-årig 1908, spillede 33 kampe for B.93 var han aldrig fast mand i en længere periode og var således substitut for Christian Hansen, da klubben vandt sin første DM-titel i 1916 ved at slå KB 3-2. 
Han spillede sin sidste kamp i april 1921. Han var da 33 år og det var en høj fodboldalder efter datidens målestok.